# Leonard Rotter
Leonard Rotter (14. září 1895, Vídeň-Floridsdorf — 14. července 1963, Praha) byl český sochař a malíř. Není totožný s uherskohradišťským krajinářem L. B. Rotterem.

## Život
Po přestěhování do Prahy v roce 1900 se Leonard Rotter nejprve vyučil řezbářem a později vystudoval sochařství na Státní uměleckoprůmyslové škole u profesorů Wurzela, Drahoňovského a Zálešáka. Během I. světové války mu výbuch tříštivého granátu způsobil zranění s trvalými následky.
Po návratu do Prahy měl sochařský ateliér postupně na Hradčanech, v Dlouhé ulici a v paláci Kinských (do okupace 1939), nakonec v Tyršově domě na Malé Straně. V roce 1945 byl jeho ateliér zasažen při bombardování Prahy a prakticky celé jeho dílo bylo zničeno.
Od počátku války bydlel s rodinou v blízkosti Sovových mlýnů na Malé Straně, kde vytvořil většinu svého malířského díla.
Leonard Rotter zemřel 14. července 1963 v Praze

## Dílo

### Sochy
Ve 20. letech vznikla řada sochařských portrétů (Prof. V. Klička, malíř L. Novák, Prof. F. Lexa, J. Kozina) ale po celou dobu jeho umělecké dráhy byla těžištěm práce volná tvorba, často s filosofickými náměty. Většinou se jednalo o komorní kamenné plastiky s motivem ženského těla (Věčná otázka, Touha, Torzo).
Souběžně s nimi realizoval některé návrhy pražských fontán, zabýval se restaurováním a zhotovil několik děl se symbolikou zednářství.

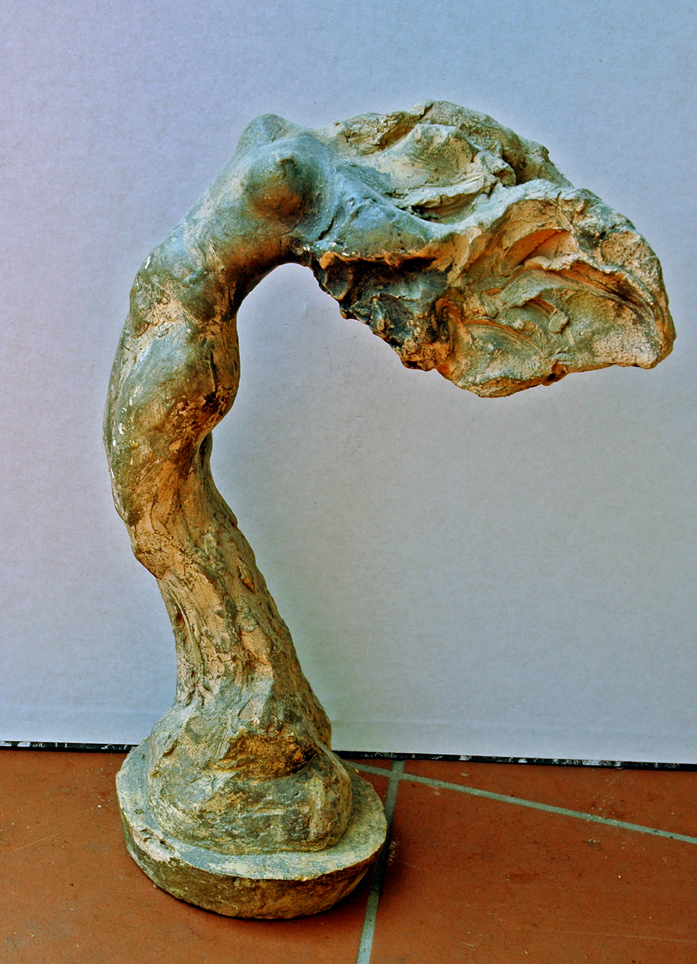
Touha (1940), pálená hlína, v. 34 cm

V roce 1936 vytvořil mramorový pomník Karla Hynka Máchy, který byl původně instalován na Jarmilině skále ve Starých Splavech nad Máchovým jezerem, v roce 1939 však byl svržen Henleinovci a dnes stojí v Hůrce blízko Bělé pod Bezdězem.

Socha Kováře (1937) pro dům ředitele ČKD Na Vypichu byla zničena při opravě domu r. 1979.
Řada komorních sousoší a studií dětských hlav ze 40. let se po zásahu ateliéru r. 1945 zachovala pouze na fotografiích.

Po válce sochař vytvořil několik návrhů pro pomníky (J. E. Purkyně, J. Neruda) a zúčastnil se soutěže pro Expo 1958 v Bruselu.

### Malířské dílo
První malířské portréty a krajiny vytvořil Leonard Rotter ve 30. letech, ale soustavně se začal věnovat malbě až během války a zejména po ní.
Tvořil nejprve kresby kombinované s pastelem a barevnými tušemi, později zejména barevné akvarely s náměty starých zákoutí Kampy a Anežského kláštera.

Jeho nejlepší akvarely s uvolněným malířským rukopisem, ojedinělou barevností a plným
využitím možností této výtvarné techniky pocházejí z počátku 60. let (Pražské mosty, 1962, Čertovka v zimě, 1963)

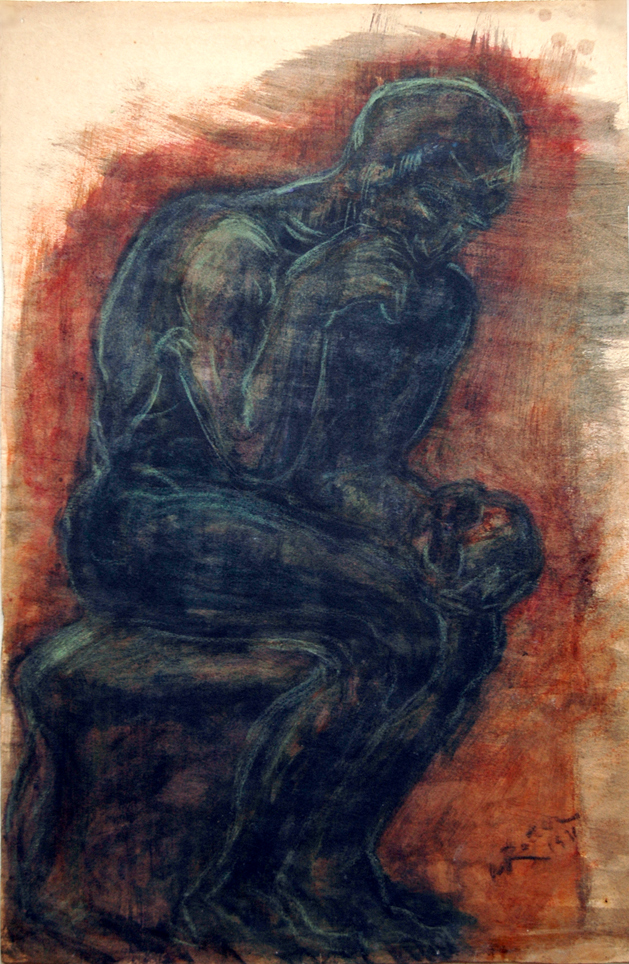
Hamlet (1938), kresba na papíře 45 x 28,5 cm

### Výstavy (výběr)
- 1936 Clam-Gallasův palác (společně s Oskarem Rexem)
- 1957 Malá Strana a Hradčany v díle Leonarda Rottera — Malostranská beseda
- 1963 Souborná výstava (posmrtně) — Mikrobiologický ústav ČSAV, František Dvořák
- 2005 Akvarely (1939—1963) — Kulturní dům, Dobříš
- 2011 Obrázky ze staré Kampy
- 2014  Leonard Rotter - akvarely, sochy — Horácká galerie v Novém Městě na Moravě

#### Sochy ve veřejném prostoru
- Pomník K. H. Máchy, původně Jarmilina skála ve Starých Splavech, nyní Hůrka v Bělé pod Bezdězem
- Václav Klička, Muzeum hudby, Praha
- František Lexa, Náprstkovo muzeum, Praha, kopie Orientální ústav AVČR, Praha
- Jan Kozina, Muzeum Chodska, Domažlice
- Emil Zátopek, Národní muzeum, Sbírka tělesné výchovy a sportu, Praha
- Renata Horelová, Horácká galerie v Novém Městě na Moravě
- Oldřich Cetl, Horácká galerie v Novém Městě na Moravě